# Зауструп
Зауструп (њем. Saustrup) општина је у њемачкој савезној држави Шлезвиг-Холштајн. Једно је од 134 општинска средишта округа Шлезвиг-Фленсбург. Према процјени из 2010. у општини је живјело 217 становника. Посједује регионалну шифру (AGS) 1059072.

## Географски и демографски подаци
Зауструп се налази у савезној држави Шлезвиг-Холштајн у округу Шлезвиг-Фленсбург. Општина се налази на надморској висини од 37 метара. Површина општине износи 8,1 km². У самом мјесту је, према процјени из 2010. године, живјело 217 становника. Просјечна густина становништва износи 27 становника/km².